# Lobophora
Lobophora är ett släkte av fjärilar som beskrevs av John Curtis 1825. Lobophora ingår i familjen mätare, Geometridae.

## Dottertaxa tillLobophora, i alfabetisk ordning[1][2]
- Lobophora canavestita (Pearsall, 1906)
- Lobophora clypeata Yazaki & Huang, 2004
- Lobophora halterata (Hufnagel, 1767), Gråaktig lobmätare
  - Lobophora halterata halterata (Hufnagel, 1767)
  - Lobophora halterata ijimai Inoue, 1955
- Lobophora magnoliatoidata (Dyar, 1904)
- Lobophora montanata Packard, 1874
- Lobophora nivigerata Walker, 1862
  - Lobophora nivigerata nivigerata Walker, 1862
  - Lobophora nivigerata tabulata (Hulst, 1896)
- Lobophora simsata Swett, 1920

## Bildgalleri

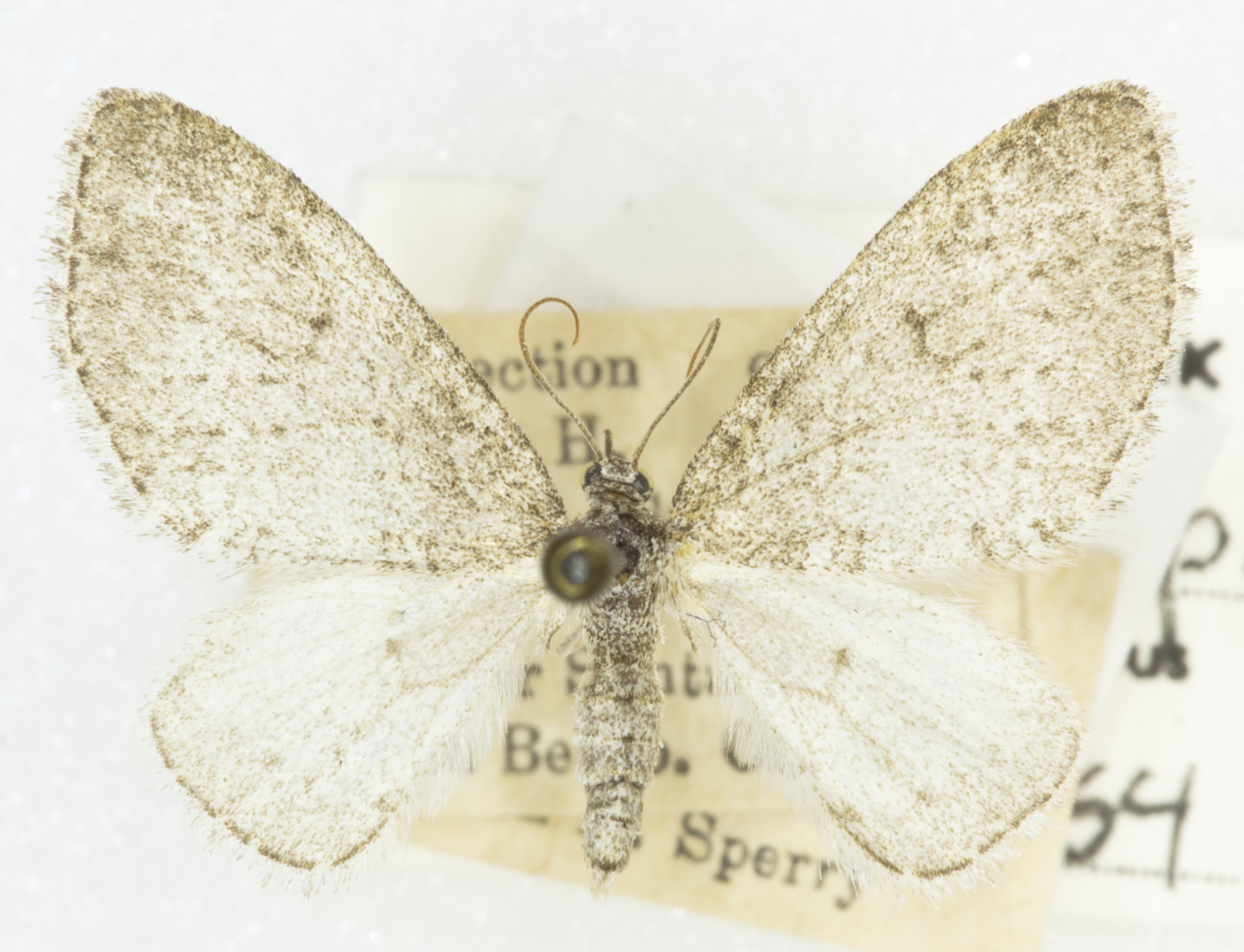
Lobophora canavestita
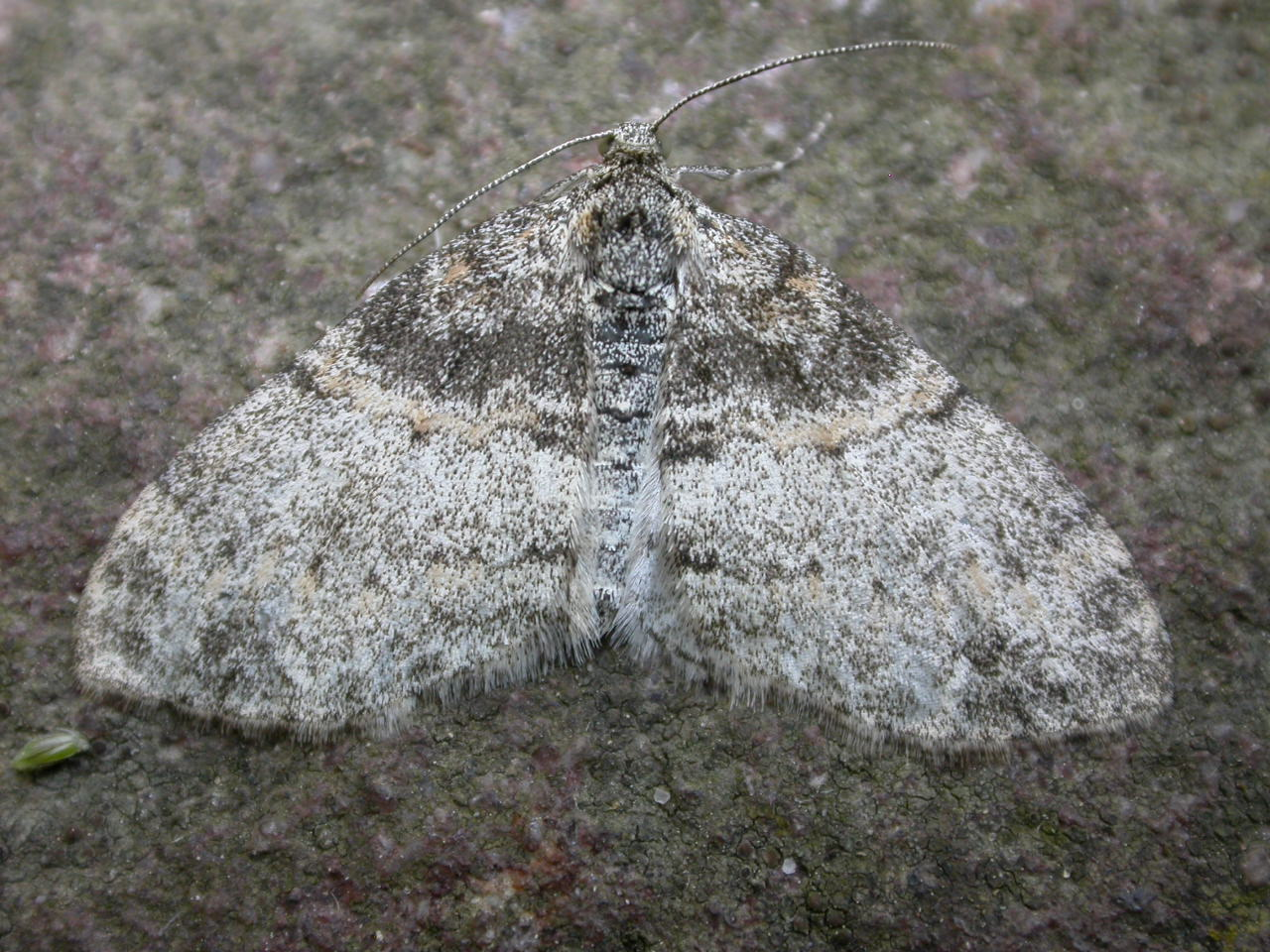
Gråaktig lobmätare, Lobophora halterata
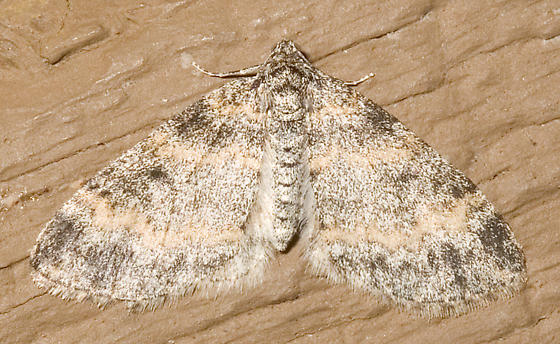
Lobophora magnoliatoidata
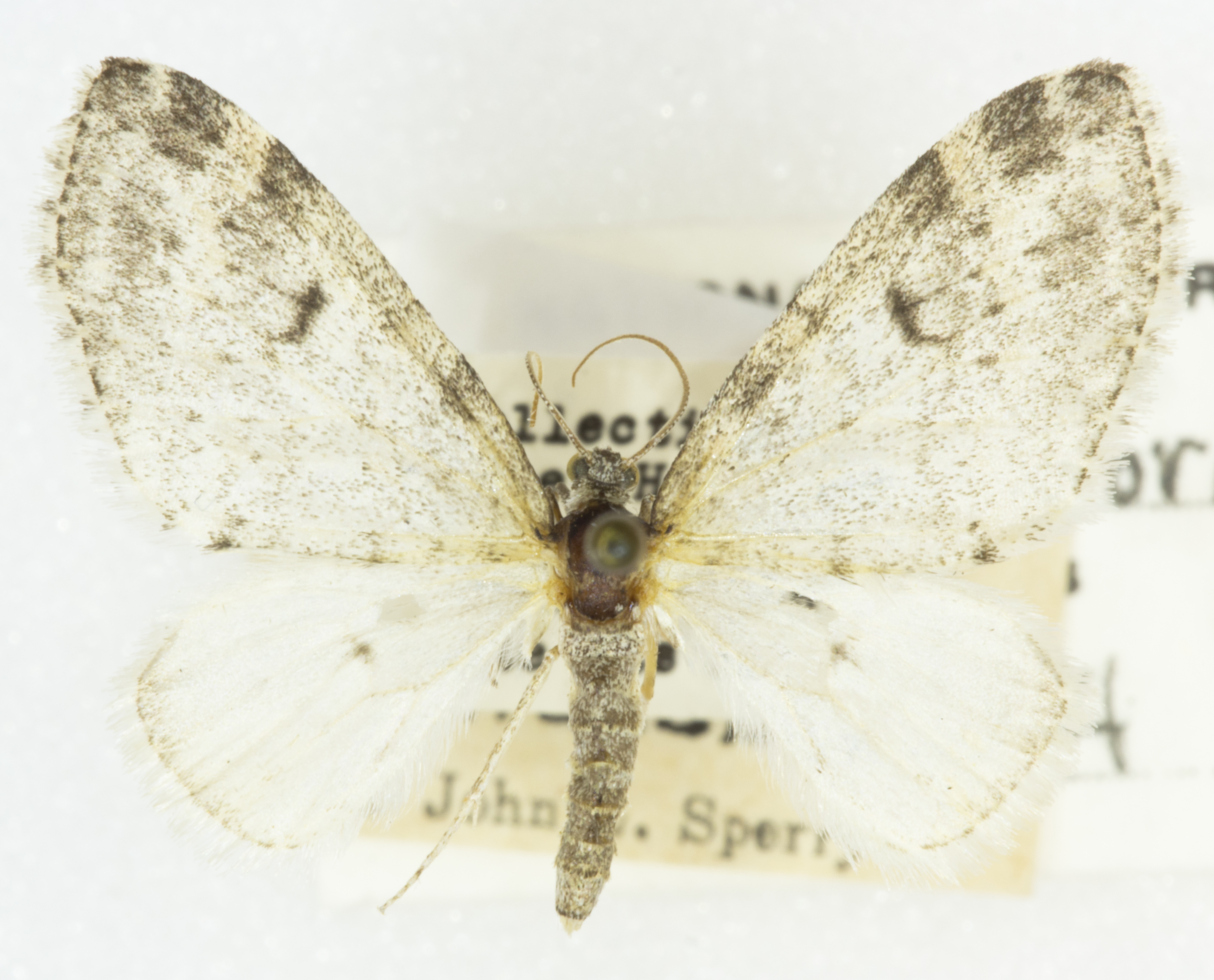
Lobophora montanata
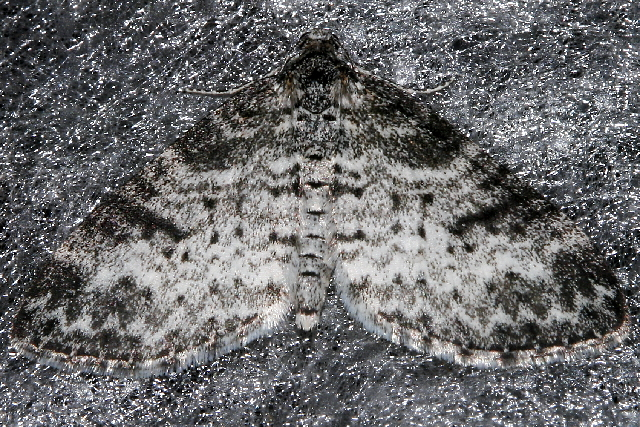
Lobophora nivigerata
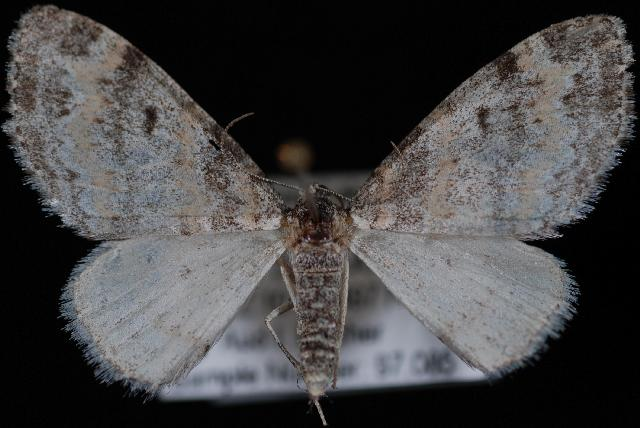
Lobophora simsata